# Gigante (pel·lícula de 2009)
Gigante és una pel·lícula dirigida i escrita per Adrián Biniez, director de cinema uruguaià d'origen argentí, el 2009.

## Argument
Jara (Horacio Camandule) és un guàrdia de seguretat en un supermercat que s'enamora de Julia (Leonor Svarcas), una empleada. Jara té uns 30 anys, és solitari, tranquil i gran. Per això, abans d'acostar-se a Julia, l'observa detingudament amb una càmara de vídeo des del supermercat on treballa, per després seguir-la per tota la ciutat de Montevideo.

## Repartiment
- Horacio Camandule: Jara
- Leonor Svarcas: Julia
- Diego Artucio: Omar
- Ariel Caldarelli: cap de Jara
- Fabiana Charlo: Mariela
- Andrés Gallo: Fidel
- Federico García: Matías
- Néstor Guzzini: Tomás
- Esteban Lago: Gustavo
- Ernesto Liotti: Danilo
- Carlos Lissardy: Kennedy

## Premis i nominacions

### Premis
- 2009. Gran Premi del Jurat del Festival de Cinema de Berlín
- 2009. Festival de Cinema de L'Havana
- 2009. Millor pel·lícula al Festival de Cinema de Lima
- 2009. Millor pel·lícula al Festival Internacional de Cinema de Sant Sebastià

### Nominacions
- 2009. Os d'Or
- 2010. Goya a la millor pel·lícula estrangera de parla hispana